# Danniel Librelon
Danniel Librelon Dias de Castro (Montes Claros, 17 de maio de 1983) é um político brasileiro filiado ao Republicanos. Está no segundo mandato como deputado estadual do Rio de Janeiro.

## Biografia
Librelon nasceu em um lar cristão em Montes Claros, interior de Minas Gerais, iniciando aos 17 anos seu ministério pastoral em sua cidade natal. No ano de 2000, se mudou para Mato Grosso do Sul, onde conheceu sua esposa Vanessa Biezon, e junto dela somam-se mais de 24 anos dedicados ao ministério eclesiástico.
Em sua trajetória pastoral, teve passagem pelo estado do Amazonas, onde recebeu a missão de coordenar, por dois anos, o projeto Força Jovem Universal (FJU). Em 2011, Librelon chegou ao Rio de Janeiro, para ser responsável pelo mesmo trabalho neste estado. Posteriormente, foi Diretor-Presidente do Centro Cultural Jerusalém (CCJ), onde está localizada a segunda maior maquete do mundo da famosa Terra Santa.
Ainda na missão de liderar pessoas, Librelon esteve à frente do Grupo de Evangelização (EVG) da Igreja Universal, que dentre muitos outros trabalhos realiza o Projeto “Anjos da Madrugada”, responsável por diversas ações sociais destinadas ao resgate e auxílio de pessoas em situação de rua, em vulnerabilidade social e dependentes químicos. No mesmo período, atuou também como radialista, apresentador de TV e palestrante.
Librelon foi escolhido para ser o responsável pela Coordenação Política da Instituição e também exerce a função de Coordenador do grupo Arimatéia do Rio de Janeiro, um grupo que tem como objetivo oferecer orientação e apoio a cada pessoa no que diz respeito à cidadania.

## Carreira política
Danniel Librelon chegou à Assembléia Legislativa do Rio de Janeiro (Alerj) concorrendo pela primeira vez às eleições estaduais no ano de 2018, sendo eleito com 63.767 votos para ocupar uma vaga na Alerj, ficando entre os 10 parlamentares mais votados do Estado. Atualmente, pastor licenciado, formado em Gestão Pública e acadêmico no Curso de Bacharel em Direito, exerce seu segundo mandato depois de ser reeleito pelo Partido Republicanos com 80.970 votos.
Desde o seu primeiro mandato, segue na Presidência da Comissão de Prevenção ao Uso de Drogas e Dependentes Químicos em Geral da Alerj. Ainda na primeira legislatura, também presidiu a Comissão Especial para Discutir e Analisar o Problema Crescente da População em Situação de Rua e traçar uma radiografia atualizada da questão no Estado do Rio de Janeiro. Neste segundo mandato, Librelon está como membro efetivo da Comissão de Defesa do Consumidor, além de estar como suplente na Comissão de Normas Internas e Proposições Externas.

Instalação da Frente Parlamentar pela Humanização e Atenção dos Atendimentos nos Serviços Públicos em Geral na Alerj em novembro de 2023.

Nas Frentes Parlamentares, Librelon continua na coordenação da Frente Parlamentar pela Humanização e Atenção dos Atendimentos nos Serviços Públicos em Geral e da Frente Parlamentar de Enfrentamento às Questões do Sistema Prisional do Estado do Rio de Janeiro. Atua também como membro na Frente Parlamentar Cristã, na Frente Parlamentar Brasil China e na Frente Parlamentar em Defesa dos Direitos das Pessoas com Transtornos do Espectro Autista - TEA. Ele também foi eleito relator da Comissão Parlamentar de Inquérito (CPI) dos Serviços Delegados e Agências Reguladoras e na CPI destinada a Investigar os Casos de Desaparecimentos de Crianças no Estado.
Desde o seu primeiro mandato até agora, Librelon tem mais de 35 leis de sua autoria que foram sancionadas pelo Poder Executivo, além de mais de 250 Leis em coautoria. Em sua segunda legislatura, já teve 20 leis de sua autoria que foram sancionadas e 34 de coautoria.
As bandeiras de Librelon incluem: conservadorismo, atenção à população em situação de rua, apoio aos familiares das pessoas desaparecidas, defesa e proteção dos direitos das crianças, adolescentes e idosos, promoção dos esportes, defesa do consumidor e proteção e defesa dos animais. Todas essas causas são fruto de um trabalho que acredita na humanização.
Librelon participa ativamente da União Nacional dos Legisladores e Legislativos Estaduais (Unale). Durante seu primeiro mandato, foi escolhido presidente da Comissão de Defesa do Consumidor da entidade. Atualmente, ocupa os cargos de Presidente da Comissão de Prevenção à Depressão e Drogas e de 5º Tesoureiro da Unale.

### Nuri-RJ

Visita da Comitiva Chinesa ao gabinete do Deputado Danniel Librelon, em dezembro de 2024.

Em 2024, a Assembleia Legislativa do Rio de Janeiro, por meio da Frente Parlamentar pela Humanização e Atenção dos Atendimentos nos Serviços Públicos, instalou o Núcleo de Relações Internacionais do Rio de Janeiro (Nuri-RJ). A criação do núcleo foi inspirada no Núcleo de Relações Internacionais do Amazonas (Nuriam), do qual Librelon é membro e, até o momento, o único deputado de fora do estado amazonense a integrá-lo.
Na Alerj, Librelon assume a coordenação do Nuri-RJ, iniciativa que busca fortalecer as relações internacionais do estado e incentivar parcerias voltadas ao desenvolvimento sustentável, discussão de cenários e desafios econômicos e à valorização do intercâmbio cultural. Entre as ações promovidas pelo núcleo destacam-se visitas aos consulados da Espanha, Itália e Angola; o Seminário sobre o Mercado de Carbono; a roda de conversa na Casa G20 sobre Economia Circular; a posse de Bruno Góes como vice-coordenador do Nuri-RJ; e a recepção da Comitiva da China.

### Parlamento Juvenil
Librelon também foi escolhido pelo presidente da Alerj, Rodrigo Bacellar, como coordenador do Parlamento Juvenil, projeto da própria Assembléia Legislativa em parceria com a Secretaria de Estado de Educação que envolve as escolas estaduais de todos os municípios do Rio de Janeiro. O projeto, criado em 1998, instalado em 2003 e revisado em 2015, simula os moldes do parlamento convencional, com direito a escolha da Mesa Diretora, Regimento Interno e votação em plenário por meio da Semana Parlamentar Juvenil. O objetivo é possibilitar aos jovens do 1º e 2º ano do Ensino Médio o exercício da atividade política, a cidadania, bem como a compreensão e a vivência do processo legislativo, dando-lhes protagonismo.
Danniel Librelon ocupa o cargo de coordenador do Parlamento Juvenil desde a 13º edição do projeto, em 2022.

## Desempenho eleitoral
| Ano  | Eleição                     | Partido      | Candidato a       | Votos  | %     | Resultado | Ref    |
| ---- | --------------------------- | ------------ | ----------------- | ------ | ----- | --------- | ------ |
| 2018 | Estaduais no Rio de Janeiro | Republicanos | Deputado estadual | 67.767 | 0,83% | Eleito    | [ 14 ] |
| 2022 | Estaduais no Rio de Janeiro | Republicanos | Deputado estadual | 80.970 | 0,94% | Eleito    | [ 15 ] |